# Robert Emmijan

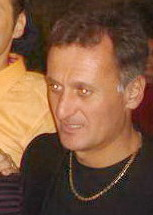
Robert Emmijan (2006)

Robert Emmijan (armenisch Ռոբերտ Էմմիյան, russisch Роберт Жирайрович Эммиян / Robert Schirairowitsch Emmijan, englisch Robert Emmiyan; * 16. Februar 1965 in Leninakan, Armenische SSR, Sowjetunion) ist ein ehemaliger armenischer Weitspringer, der seine großen Erfolge in der Mannschaft der Sowjetunion erreichte.
Robert Emmijan wurde 1986 Europameister und stellte 1986 und 1987 Europarekorde auf. Sein 8,86-Meter-Sprung (Wind: 1,9 m/s) vom 22. Mai 1987 in Zaghkadsor in 1800 Meter Höhe ist bis zum heutigen Tag gültiger Europarekord. Zu diesem Zeitpunkt war es, nach Bob Beamon (8,90 Meter), der zweitweiteste Sprung aller Zeiten. Emmijan rangiert heute damit auf Rang vier der ewigen Weltbestenliste.

## Karriere
Schon mit 16 Jahren war Emmijan mit 7,77 m Weltbester seiner Altersklasse. 1983 übersprang er erstmals die Achtmetergrenze. Ebenfalls in diesem Jahr wurde er Dritter bei den Junioreneuropameisterschaften (7,83 m). 1984 gewann er bei den Halleneuropameisterschaften in Göteborg mit 7,89 m Bronze, sieben Zentimeter hinter dem Sieger Jan Leitner (Tschechoslowakei).
1986 gewann Emmijan bei den Halleneuropameisterschaften in Madrid mit 8,32 m Gold vor László Szalma (Ungarn), der 8,24 m erreichte. Als Sieger der Goodwill Games 1986 in Moskau stellte er mit 8,61 m einen neuen Europarekord auf und verbesserte die Bestmarke von Lutz Dombrowski (8,54 m) aus der DDR. Bei den Europameisterschaften 1986 in Stuttgart gewann er mit 8,41 m vor Serhij Lajewskyj (8,01 m), seinem sowjetischen Mannschaftskollegen und UdSSR-Meister der Jahre 1984 bis 1987.
1987 verbesserte Emmijan bei den Halleneuropameisterschaften in Liévin den Meisterschaftsrekord auf 8,49 m. Er gewann vor Giovanni Evangelisti (Italien), der 8,26 m sprang. Zwei Wochen später bei den Hallenweltmeisterschaften 1987 in Indianapolis gewann Larry Myricks (USA) mit 8,23 m vor Paul Emordi (Nigeria) und Evangelisti, die beide 8,01 m sprangen. Emmijan wurde mit 8,00 m Vierter.
Am 22. Mai 1987 in Zaghkadsor, 50 km nördlich von Jerewan, sprang Robert Emmijan in 1750 Meter Höhe mit 8,86 m Europarekord und die zweitbeste Weite hinter Bob Beamons 8,90-Meter-Satz von 1968, der in der Höhe von Mexiko-Stadt gesprungen war. Außer Beamon sprangen nur Mike Powell und Carl Lewis 1991 in Tokio jemals weiter. Bei den Weltmeisterschaften 1987 in Rom gewann Carl Lewis mit 8,67 m vor Emmijan mit 8,53 m. Dahinter lagen Myricks und Evangelisti.
Bei den Olympischen Spielen 1988 in Seoul verletzte sich Emmijan im ersten Durchgang der Qualifikation. Bei den Halleneuropameisterschaften 1990 in Glasgow gewann Emmijan mit 8,06 m noch einmal Bronze, der Deutsche Dietmar Haaf gewann mit 8,11 m.
Danach erreichte Emmijan noch ein großes Finale. Bei den Weltmeisterschaften 1997 kam er mit 7,77 m auf den elften Rang. Ab 1993 trat Emmijan für Armenien an, so auch bei den Spielen 1996 in Atlanta, aber mit 7,76 m belegte er in der Qualifikation nur Platz 28. 1995, 12 Jahre nach seinem ersten Acht-Meter-Sprung, gelang ihm bei den Französischen Leichtathletik-Meisterschaften nochmals eine Weite von 8,00 m.
Robert Emmijan lebt in Frankreich (Stand: 2007). Bei einer Körpergröße von 1,78 m betrug sein Wettkampfgewicht 73 kg. 2012 wurde ihm die Ehrenbürgerschaft seiner Geburtsstadt verliehen.

## Rekorde
- Europarekorde:
  - 8,61 m, 6. Juli 1986, Goodwill Games in Moskau
  - 8,86 m, 22. Mai 1987, Zaghkadsor
- Europameisterschaftsrekord: 8,41 m, 29. August 1986, Stuttgart
- Halleneuropameisterschaftsrekord: 8,49 m, 21, Februar 1987, Liévin

Am 8. März 2009 wurde der Halleneuropameisterschaftsrekord von dem Deutschen Sebastian Bayer auf 8,71 m verbessert. Am 1. August 2010 verbesserte der Deutsche Christian Reif den Europameisterschaftsrekord auf 8,47 m. Der Europarekord hat bis heute (Stand 1. August 2014) Gültigkeit.